# Angelo Provasoli
Angelo Provasoli (Milano, 7 giugno 1942) è un economista e dirigente d'azienda italiano, rettore dell'Università commerciale Luigi Bocconi dal 2004 al 2008.

## Biografia
Si è laureato in economia e commercio presso l'Università Bocconi.
Ha iniziato la carriera accademica presso l'Università degli Studi di Catania, ha insegnato poi presso l'Università degli Studi di Bergamo ove è stato anche eletto prorettore.
È divenuto professore ordinario di Metodologie e determinazioni quantitative d'azienda alla Bocconi, di cui è stato nominato prorettore nel 1994 e rettore dal 1º novembre 2004 al 31 ottobre 2008, succeduto da Guido Tabellini.
Dopo avere lasciato la carica di rettore, dal maggio 2012 all'aprile 2015 è stato presidente del gruppo editoriale Rizzoli-Corriere della Sera.
È nipote di Amintore Fanfani.